# Filera de cases al carrer Santa Maria, 25-35 (Sant Cugat del Vallès)
El carrer Santa Maria del municipi de Sant Cugat del Vallès (Vallès Occidental) té una filera de cases als números 25-35 que forma part de l'Inventari del Patrimoni Arquitectònic de Catalunya.
Els edificis del número 25-35 és un agrupament de cases urbanes inventariat. Responen a la tipologia urbanística de cases en filera. Són de planta quadrada i consten de planta baixa i pis.
Els detalls més interessants se centren en l'ornamentació escultòrica de les llindes de les finestres i en les gàrgoles de la cornisa.